# Arisa Fujiwara
Arisa Fujiwara (藤原有沙?, Fujiwara Arisa; Ehime, 25 settembre 1987) è un'ex cestista giapponese.

## Carriera
Con il Giappone ha disputato i Campionati asiatici del 2013.